# アラモの戦い
アラモの戦い（アラモのたたかい、英: Battle of the Alamo）は、テキサス独立戦争中の1836年2月23日 - 3月6日の13日間にメキシコ共和国軍とテキサス分離独立派（テクシャン反乱軍）の間で行われた戦闘。
テキサス側の拠点とされ戦闘の舞台となったアラモ伝道所はテキサス州サンアントニオ中心街の一角に遺跡がある。

## アラモ
もともと、アラモはスペインの布教所として1718年にサン・アントニオ・デ・ベハル（後のテキサス州サンアントニオ）に建設された。19世紀初頭にスペイン軍の騎兵隊が駐屯し、その要塞を「アラモ」と呼んだ。メキシコからの独立を画策していたアングロサクソン系テキサス住民は、サンアントニオ市を占領した。

## メキシコ側
コス将軍の敗北でメキシコ軍はテハスでの拠点がなくなっていた。これに対しメキシコは翌年、大統領兼将軍であるサンタ・アナが反乱軍の鎮圧を決定した。メキシコの戦争相ホセ・マリア・トルネルとビチェンテ・フィリソラ将軍は1814年以来のテハス遠征で実績のある船での進軍を提案した。しかしサンタ・アナはその案では時間がかかり、その間に敵が米国からの援助を受けるとしてこれを拒否した。
サンタ・アナは1836年始めにサン・ルイス・ポトシで、概算で6,100人の兵士と20門の大砲を集め、テハスに向けコアウイラのサルティジョまで進んだ。軍勢は悪天候の中リオ・グランデを渡り、吹雪の山の小道を進んだ。サン・アントニオ・デ・ベハルは彼にとって中間的な目標の一つだった。彼の最終目標はテキサス政府を捕え、反乱州に対し中央の支配、或はメキシコの「中道」政権の立直しを図ることだった。彼はこれ以前1835年にサカテカス州の反乱を抑えていた。
サンタ・アナとその軍勢は2月23日にサン・アントニオ・デ・ベハルに到着した。歩兵大隊を温存するため、それは歩兵と騎兵の混成部隊だった。彼らはイギリス製のベーカー、時代遅れで射程は短いが威力のあるタワー・マスケット、Mark III、ブラウン・ベスマスケットなどを装備していた。メキシコ人の軍人の背丈の平均は、155cm（5 ft 1 in）でその多くが戦闘経験のない新米の徴集兵だった。メキシコの軍隊は個々の射撃の技量に劣ったが、しかし彼らはよく標的を打ち抜いた。初期の装備では、4門の7インチ（178mm）曲射砲、7門の4ポンド（1.8kg）砲、4門の6ポンド（2.7kg）砲、4門の8ポンド（3.6kg）砲と2門の12ポンド（5kg）砲を備えていた。
ビチェンテ・フィリソラ（イタリア）、アントニオ・ガオナ（キューバ）など、一部のメキシコ軍指揮官は熟練した傭兵だった。またサンタ・アナもメキシコ独立戦争で経験があった。
サンタ・アナは自ら2,000の軍勢を率いて進軍、サンアントニオ市を包囲した。

## アラモの守備隊
当時、アラモを守備することになっていたのはジェームズ・ボウイ大佐である。また、騎兵隊中佐に就任したばかりの若きウィリアム・トラヴィスも1836年1月に州政府から30人の志願兵と共に派遣され、2月3日にサン・アントニオに到着した。トラヴィスは家族の病気のために離れていて12日後に戻る約束をしていたジェームズ・C・ネイル大佐を飛び越えて正式な指揮官に任じられ、テクシャン軍を指揮した。

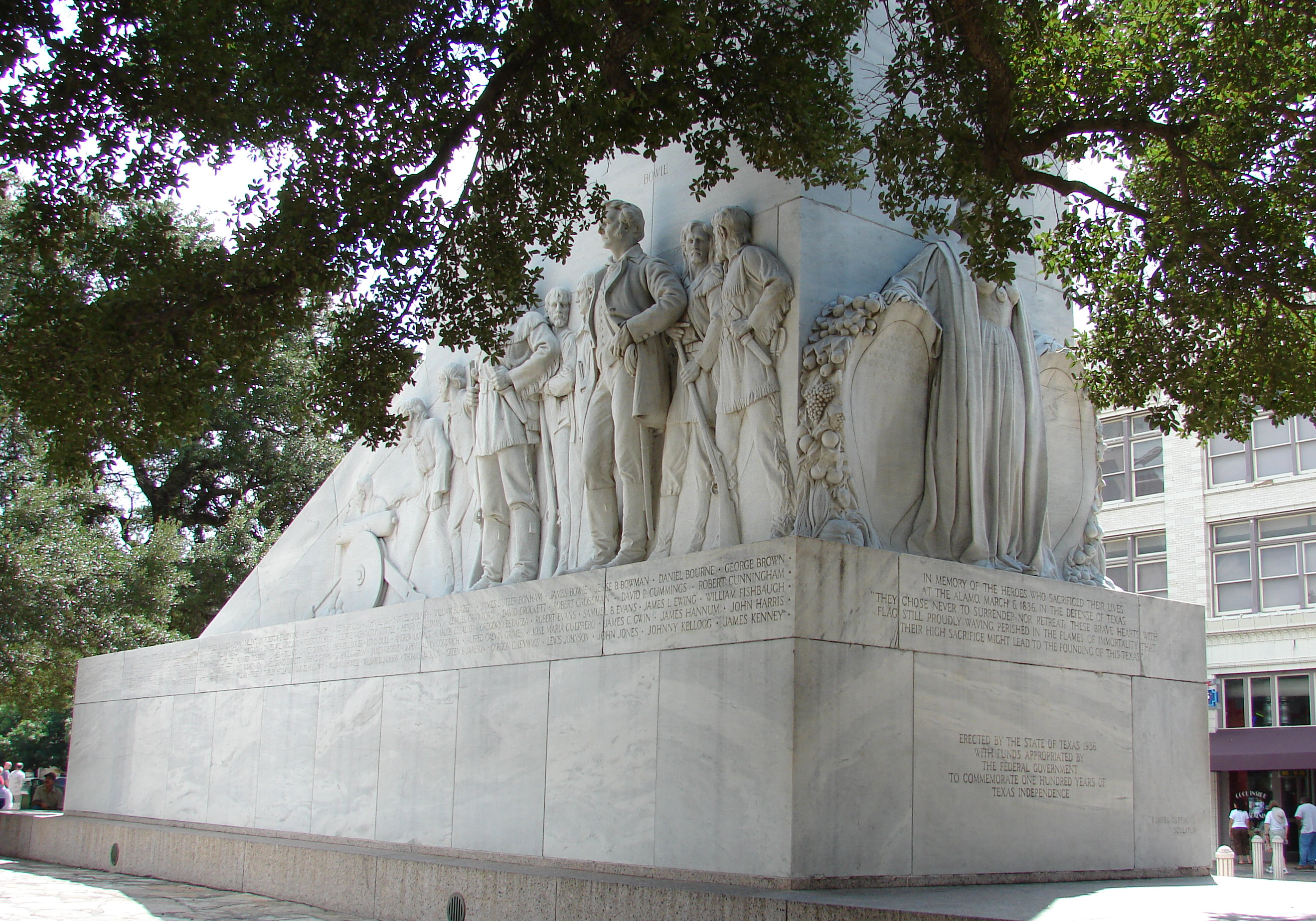
アラモ守備隊の記念碑、サンアントニオにある。

ボウイナイフで知られるジェームズ・ボウイの名声などにより、正規の軍人でない志願兵も砦を守るために集まった。ボウイとトラヴィスは作戦と指揮を巡って度々口論したが、ボウイが2月27日結核のため病床につくと、指揮権をトラヴィスに全権委任した。アラモには約200名程度の軍勢しかいなかったため、トラヴィスは成立したてのテキサス暫定政府に再三援軍を求めたが、テキサス軍将軍サミュエル・ヒューストンは兵の召集を待っていたために援軍の派遣は志願して行った30名程度だけだった。
米国は当時アラモ砦の戦いをアメリカ移民のメキシコへの反抗とみていたが、実際には多くのメキシコ系テキサス人（テハノ）も反乱側を支持していた。この闘争を1776年のアメリカ独立戦争と同じ概念で見るものも多かった。テハノはメキシコに1824年のメキシコ憲法で表現された州権を支持する緩やかな中央政府を望んでいた。最後の突撃の前に伝令として送り出されたフアン・ネポムセノ・セギン大尉（後に大佐）もテハノの1人だった。
テキサス遠方の各地からも多くの守備兵が集まった。28の国と州から男たちが集まり、最も若いものは16歳のガルバ・フィキュアで、最も老いたものは57歳のゴードン・C・ジェニングスだった。民衆の間で絶大な人気を誇っていたテネシー州出身の元下院議員デイヴィッド・クロケットも防衛に参加した。12人の「テネシーの志願兵」は2月8日にアラモに到着した。
ニューオリンズからは「ニューオリンズ・グレイズ」という集団が歩兵として戦うためにやって来た。グレイズを含む2つの中隊が12月にベハルの籠城戦に参加した。メキシコと戦う約束を残し、グレイズの大部分はマタモロスへ都市を略奪する遠征のためにサン・アントニオ・デ・ベハルを去った。しかし約24人はアラモに残った。
トラヴィス中佐は戦いの前に伝令を急派したように3月3日にも戦況をテキサス暫定政府に報告し、援助を要請することができた。しかし、サム・ヒューストンのテキサス陸軍はメキシコの陸軍と戦いながら持ち場を離れられる程の戦力も持ち合わせていなかった。またテキサス暫定政府はメンバー内の争いにより混乱していた。トラヴィスは助けを求めてジェームス・ボーナムを含む数人の伝令をジェームス・ファニン大佐にも送った。アラモから南東に100マイル (160 km)離れたゴリアドで450人以上のテキサス軍を指揮していたファニンは、2月28日に320人の兵と大砲をアラモに送る行軍を組織的とは言えないやり方で試みたが、不十分な輸送方法により救援を中止した。ファニンと配下の大部分は降伏後にメキシコ軍によって虐殺された。
3月1日の午前1時頃に32人のテクシャンがゴンザレスの町からジョージ・キンベル大尉とジョン・W・スミスと共に到着し、メキシコ人の戦線をかいくぐってアラモの守備隊に合流した。彼らはトラヴィスの援軍要請に対する唯一の反応だった。32人の1人アイザック・ミルサプスによって書かれたとされる手紙が、アラモの籠城戦の前夜の様子を克明に記している。この手紙については、ほぼ偽物に違いないとする議論が歴史家の間に存在する。

## 最後の襲撃
攻撃に参加したメキシコ兵は4、5千人いたと報告されているが、包囲と最後の襲撃に参加したのは1,400人から1,600人だけだった。サン・ルイス・ポトシでの当初の兵力は6,500人だったが病気や脱走で兵が減少した。メキシコ軍の攻城戦は科学的、職業的でナポレオン流に指揮されていた。
輪縄がアラモの周りに締められたためトラヴィス中佐の最後の発信はテクシャン精神の激しい例を含むものだった。彼は「敵は私の降伏を要求した。私はただ一発の大砲で彼らの要求に応えた。私は決して降伏しない」と書いた。
包囲開始から13日目の3月6日の早朝、メキシコ軍の一斉攻撃が開始された。メキシコ軍は隊を4つの部隊と捕獲、追跡、保安部隊に分けアラモを05:00から攻撃した。マルティン・ペルフェクト・デ・コスの率いた300人 - 400人の最初の部隊はアラモの北西の角に向かって進んだ。フランシスコ・デュゲ大佐の指揮する380人が2番隊。第3部隊はホセ・マリア・ロメロ大佐の率いる400人の軍人から成った。4番目はホアン・モラレス大佐によって指揮され100人のカサドレス（軽歩兵）から成った。アラモの壁に達する前に攻撃部隊は200 - 300ヤード (200 - 300m) の広々とした地面をカバーする必要があった。テキサス人の逃亡や援軍の侵入などの試みを防ぐために、サンタ・アナはラミレス・イ・セスマ准将の配下に350騎の騎兵を周囲の田園を警戒させるよう配置した。
寝込みをつかれたテキサス勢は応戦するも劣勢であった。一つの攻撃部隊を押返したが、午前5時には指揮官トラヴィスが頭に銃撃を受け、想像では北の壁近くで大砲の隣で戦死し、ボウイは簡易ベッドに寝ていたところを抵抗むなしく殺されたと信じられている。クロケットは配下の数人と共に捕らえられたが、サンタ・アナの命で処刑された（詳細については議論がある）。サンタ・アナは攻撃を継続し、コスの部隊が北の壁を突破した。接戦の末、女子供とトラヴィスの黒人奴隷を除いて守備隊の男のほとんどすべてを殺して、午前6:30に最後の銃撃戦が終了し、アラモは陥落した。
メキシコ軍は戦闘後、ボウイの奴隷のサム、トラヴィスの奴隷のジョーと24人の女とこどもを解放した。これまで歴史に記されていないが、ジョーはジョンという名の奴隷と別の女奴隷が戦闘で殺されるのを見たと語った。別の報告された生存者はブリギド・ゲレロでテクシャンの運動に加わったメキシコ軍の脱走兵だった。彼は自らの意に反して囚人にされたとメキシコ人の軍人に納得させることができた。さらに、ヘンリー・ウォーネルは伝えられるところ戦場から逃れることができたが、3カ月後に傷が元で死んだ。

### 損害

#### メキシコ側
死傷者の数の報告はおよそ250人からメキシコの公式の集計において1,400人まで、後のテキサスの集計で1,500人までと異なる。ほとんどの歴史家が、正確な数が未知であり、およそ300人 - 400人のメキシコ人が死亡し300人が負傷したと信じている。

#### テクシャン側
戦いの後に183人 - 250人のテクシャン及びテハノの遺体がみつかった。しかしサンタ・アナのメキシコシティでの報告では個人秘書のラモン・マルティネス・カロに命じて、反乱者600人の遺体がみつかったと発表した。歴史家はこれを偽りの主張であったと信じる。1人のもの以外のすべての遺体がメキシコ人によって焼かれた。唯一の例外はグレゴリオ・エスパルサで、彼の兄弟フランシスコが精力的に仕え、ベハルの攻城戦でコス将軍の指揮下で戦ったことにより、焼かれずに埋葬された。

## 戦後とテキサスの独立
テキサスの独立は3月2日に宣言された。暫定政府はデイビッド・G・バーネットを暫定大統領、ロレンソ・デ・サバラを副大統領に選んだ。アラモにいた者はこれを知ることはなかった。ヒューストンは上級司令官の地位を維持していた。アラモを陥落させたメキシコ軍は軍勢を数個に分けて、東下するヒューストン将軍を追った。テキサス軍はアラモの戦いの時点で兵力が2000人以下だった。ゴリアド、レフュジオ、マタモロス、サン・アントニオ・デ・ベハルと負け続け兵力は約1,000人まで減った。
4月21日のサンジャシントの戦いで1250人強の軍勢を率いたサンタ・アナの本隊を、910人の今日有名な「アラモを忘れるな! ゴリアドを忘れるな!」のときの声をあげたヒューストン将軍の軍勢が破った。メキシコ軍はその日の敗戦で約650人が死亡し、730人が捕虜になった。テクシャンの死亡は8人、負傷が18人だった。サンタ・アナは逃亡を図り自らの服を捨て一般の兵士の服を着た姿で捕虜になった。サンタ・アナはメキシコに撤退することになっていたヴィチェント・フィリソラやホセ・デ・ウレアの指揮下の軍勢に命令を下そうとした。
サンタ・アナが自らの命の保障と引き換えにテキサスの独立を承認し、テキサス共和国が成立した。

## アラモにまつわる議論

### 砂に引かれた線
3月3日或は3月4日にトラヴィス中佐が砂に彼の刀で線を引き、アラモに残留し、死んでも構わないと望む全ての者に線を越えるよう招き入れたとの伝説が残されている。病身のジム・ボウイは自らの要求で線の向こう側に移されたとされる。話の1つの変形によると、1人の守備者以外のすべてが最後の一線を越えた。テキサスに到着する前にロシアでナポレオンの下で戦ったフランス人の軍人であると言われたルイス・「モーセ」・ローズはアラモからそっと出たとされている。夜中に移動することでメキシコ軍を回避した後、ローズは彼がその逃亡の物語を伝えたウィリアム・P・ズーバーの家族と共に匿われたと言われる。1873年にズーバー（または彼の息子）はこの伝説のあるものを出版したが、この話は歴史的には記録されていない。

### デヴィー・クロケットの死
一般的に信じられていることにデイヴィッド・クロケットは戦闘中に多数のメキシコ人を道連れにして死んだだろうというのがある。攻城戦の前にサンタ・アナはサン・フェルナンド・カテドラルにアラモ内部の守備者に残された余地がないことを示唆する赤い旗を掲げさせた。議論のあるホセ・デ・ラ・ペーニャの日記によれば、アラモの最後の戦闘の日にマニュエル・フェルナンデス・カストリジョン大佐が複数の守備者を殺さずに捕まえ、サンタ・アナに引渡し、サンタ・アナが個人的に処刑を命じたと記されている。デヴィッド・クロケットの周りに6人の捕虜がいた。デ・ラ・ペーニャはトラヴィスがサンタ・アナに降伏の交渉を試みたが「反逆者に保証なし」として拒絶されたと記した。

### アラモの旗
戦後にメキシコ兵はニューオリンズ・グレイズの団旗をみつけ、米国の関与の証拠としてメキシコシティに送った。それは現在メキシコシティの国立歴史博物館に収蔵されている。ただ誰も戦いの際にアラモ近辺にどんな旗がはためいたのかは分からない。ある記録には1824年のメキシコ憲法を意味する「1824」と真ん中に書かれたメキシコの三色旗があったとされる。他にコアウイラ・イ・テハスを意味する2つ星を描いた三色旗もあったかもしれない。この旗に関しては現在もよく判っていない。

## アラモの戦いを題材とした作品
- The Immortal Alamo（1911年）
- The Alamo: Shrine of Texas Liberty（1936年）
- アラモの砦 The Last Command （1955年）
- アラモ The Alamo（1960年）
- アラモ2（英語版） The Alamo: 13 Days to Glory （1987年）
- アラモ The Alamo （2004年）